# 高斯映射

高斯映射將曲線或曲面上每一點映射到單位圓或單位球面上的對應點。

在微分幾何裡，高斯映射是從歐氏空間R3中的一個曲面到單位球面S2的一個映射。高斯映射是以卡爾·弗里德里希·高斯命名。
給出R3中的曲面X，高斯映射是一個連續映射N: X → S2，使得N(p)是在點p上正交於X的單位向量，就是曲面X在點p處的法向量。
高斯映射可以在曲面的整體上定義，當且僅當曲面是可定向的，此時其映射度等於歐拉示性數的一半。無論何時高斯映射都可以在曲面的局部上（即曲面的一小塊上）定義。高斯映射的雅可比行列式等於高斯曲率，而高斯映射的微分稱為形狀算子。
高斯以此為題在1825年寫了一份初稿，並在1827年發表。

## 全曲率
高斯映射的像的面積稱為全曲率，等於高斯曲率的曲面積分。這是起初高斯所給出的詮釋。高斯-博内定理將曲面的全曲率和曲面的拓撲性質聯繫起來：
{\displaystyle \iint _{R}|N_{u}\times N_{v}|\ du\,dv=\iint _{R}K|X_{u}\times X_{v}|\ du\,dv=\iint _{R}K\ dA}

## 推廣
高斯映射可以定義在Rn中的超曲面上，從超曲面映射到Rn中的單位球面Sn-1。